# Alípil
Un alípil (en llatí alipilus, literalment 'depilatori d'aixelles') era un esclau de l'antiga Roma que treballava als banys públics. Atenia els clients que hi anaven per treure'ls el pèl excessiu, ja fos del cap, del cos o de la cara.
La pràctica també es va estendre a les dames romanes, que tenien esclaves especials per aquesta funció anomenades παρατίλτριαι ('paratíltriai 'dones que depilen'). Tant les esclaves com els esclaus usaven pinces (volsellae) o una pomada depilatòria (psilothrum) per treure els pèls.